# Orkestsuites (J.S. Bach)

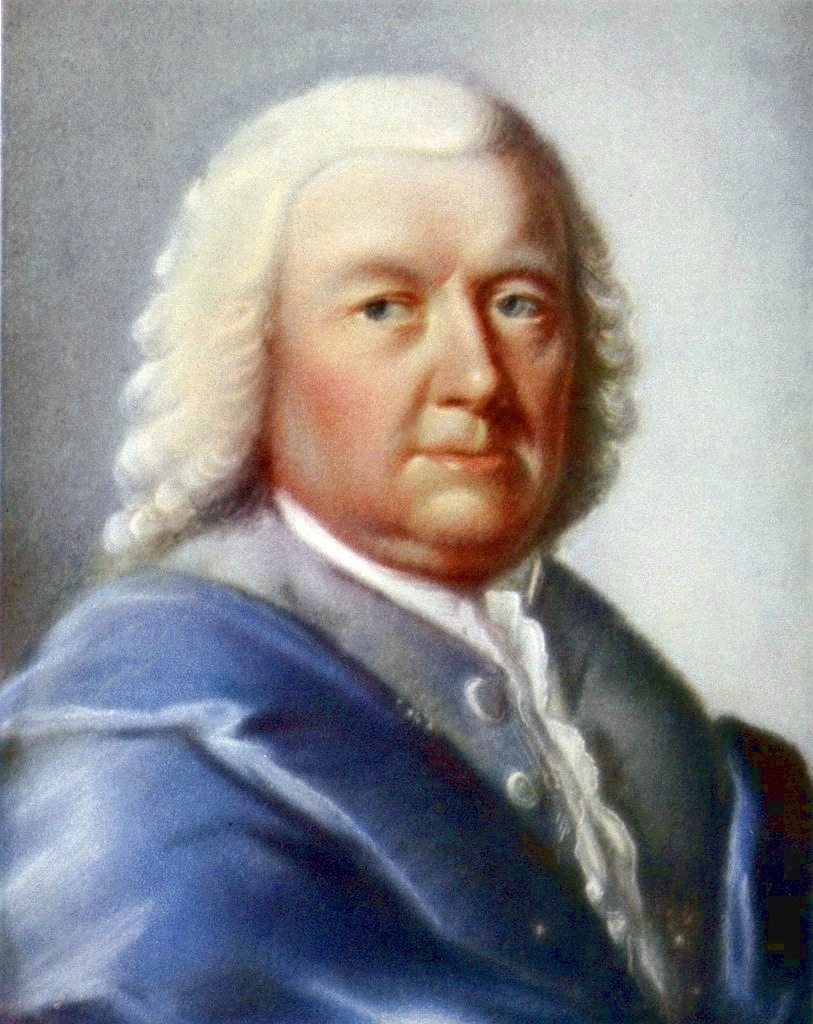
Johann Sebastian Bach

De ouvertures of orkestsuites (BWV 1066-1069) van Johann Sebastian Bach behoren tot het relatief bescheiden œuvre van Bach voor orkest, al dan niet met solo-instrument. Bach schreef vier orkestsuites, met voor elke suite een andere instrumentale bezetting met basso continuo:
- Ouverture nr. 1 in C, BWV 1066
- Ouverture nr. 2 in b, BWV 1067
- Ouverture nr. 3 in D, BWV 1068
- Ouverture nr. 4 in D, BWV 1069

De suites volgen de populaire suitevorm uit het tweede kwart van de 18e eeuw, openend met een ouverture en gevolgd door wat toen werd aangeduid als galanterieën: dansen en andere muzikale vormen. De Franse smaak van de adel maakte de suite erg populair: onder anderen Johann Friedrich Fasch, Christoph Graupner en Georg Philipp Telemann schreven orkestsuites. Van Telemann zijn er zelfs 134 bewaard gebleven, slechts een deel van het totaal dat hij geschreven moet hebben. Ook in Frankrijk werden orkestsuites geschreven, bijvoorbeeld de Symphonies (d.i. in dit geval suites) pour le festin royal du Comte d'Artois van François Francoeur (1698-1787).

## Oorsprong, vorm en ontwikkeling van de suite en de ouverture

### De suite

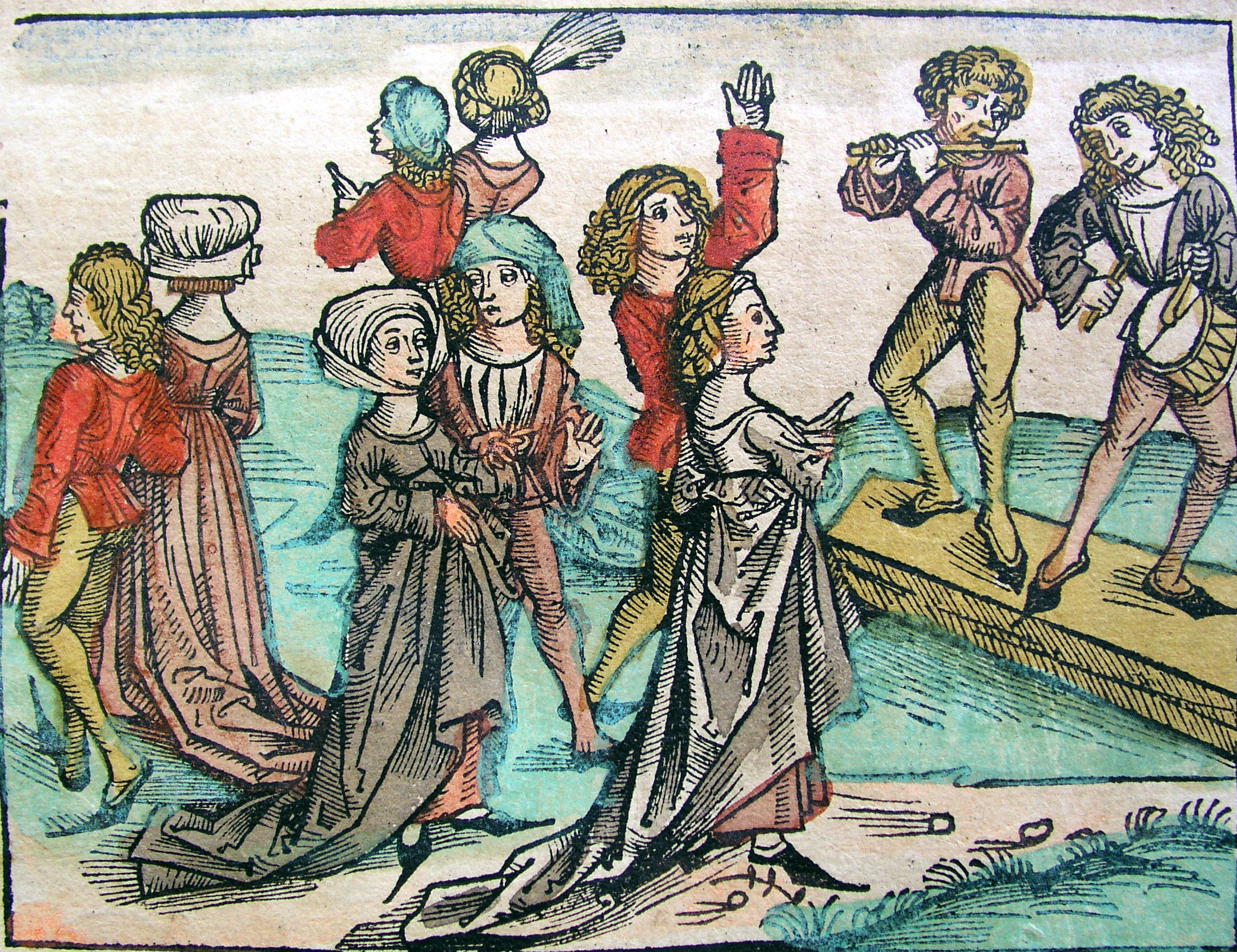
Dans in de 15e eeuw

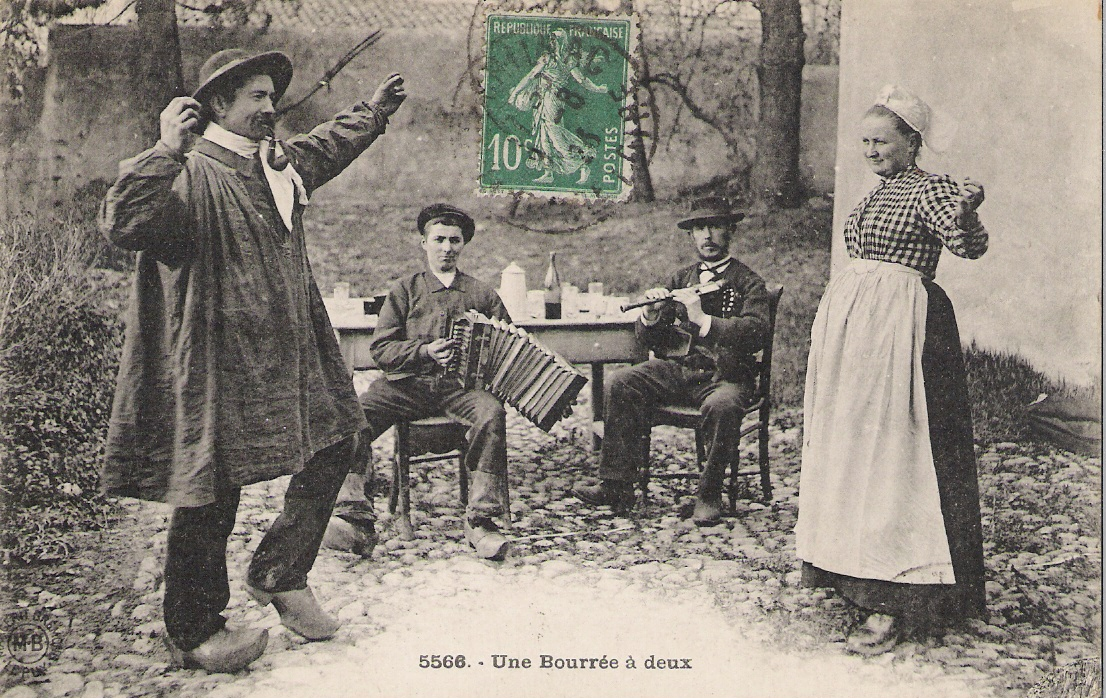
Bourree in Auvergne

De muzikale term 'suite' betekent reeks, opeenvolging: in dit geval een reeks of opeenvolging van stukken, voornamelijk van dansen. Al in de middeleeuwen groepeerde men dansen: schrijdende dansen afgewisseld met dansen met een meer springerig of huppelend karakter, op dezelfde muziek, maar in een ander tempo en ritme gespeeld. De dansmuziek stond nog ver af van de kringen waar men zich bezighield met sacrale muziek en wereldlijke kunstmuziek. Uit deze dansen stegen echter bepaalde dansen, met hun volkse of boerse achtergrond, op de 'sociale ladder' en werden modieuze hofdansen: bijvoorbeeld de bourrée, een boerendans uit Auvergne, de rigaudon, een volksdans uit Provence en Languedoc of de sarabande, een Andalusische erotische vruchtbaarheidsdans.
Dansverzamelingen verschenen in de 16e eeuw, nog gegroepeerd naar type, en waaruit de uitvoerders vervolgens zelf een suite moesten samenstellen, afwisselend naar tempo en karakter. Hieruit ontwikkelde zich de suite als vorm van serieuze kunstmuziek, gecomponeerd door 'serieuze' componisten, waarin de dansen sterk werden gestileerd en die niet meer bedoeld waren om daadwerkelijk te worden gedanst.
Die suites moest de uitvoerder aanvankelijk nog wel zelf samenstellen, zoals het geval is bij de klavecimbelsuites van Louis Couperin of de viola-da-gambasuites van Marin Marais). Componisten zochten ook een bruikbaar stuk om de suite te openen en zo een samenhang te brengen in het geheel. In het begin van de ontwikkeling van de suite was dat de pavane en in de loop van de 17e eeuw de allemande; ook vrije inleidende vormen werden gebruikt, bijvoorbeeld de fantasia bij Matthew Locke of een sonata of intrada in de Mensa sonora seu musica instrumentalis van Heinrich Biber. Ook Franse componisten stelden suites samen, met een intrada-courante als opening, zoals de Suite du Ballet de Stockholm van Guillaume Dumanoir of een pavane-gaillarde, zoals in de  Musiques pour le Mariage du Roy Louis XIII faites en 1615.
In de loop der tijd ontwikkelde zich een vast schema, waar de componist – op door hem of haar vastgestelde vaste plaatsen – dansen tussen- of toevoegde. Dat basisschema heeft als volgorde: allemande-courante-sarabande-courante-gigue.

### De ouverture

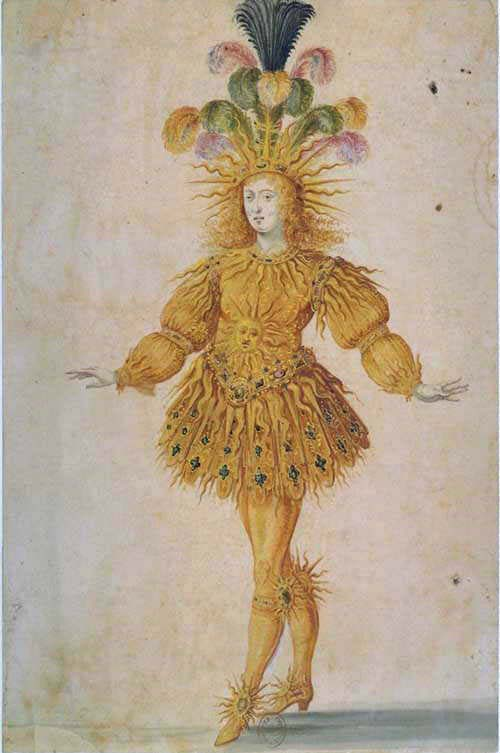
Lodewijk XIV, als Apollo, 1653

De vorm van de ouverture gaat terug naar de opera's van Jean-Baptiste Lully. Lully liet zijn tragédies-lyriques met een instrumentale inleiding beginnen, gespeeld door het volledige orkest, als een muzikale smaakmaker van de opera. Weliswaar lieten Lully's voorgangers hun opera's ook beginnen met een instrumentale inleiding (Francesco Cavalli gebruikte sinfonia's en Claudio Monteverdi sinfonia's of een toccata), maar deze had niet dezelfde vorm, noch muzikaal, noch in omvang, en had ook niet dezelfde prominente plaats die de ouverture in Lully's opera's innam.
Lully's ouvertures beginnen alle in een gedragen, voorname sfeer in een langzaam allemande-tempo, sterk gepunteerd, gevolgd door een snellere, Italiaanse sonatevorm met solistische partijen – veelal voor de hobo's – en afgesloten met een herhaling van het thematische materiaal uit het langzame begindeel. Wat volgt is de proloog tot de opera, meestal een lofzang op de vorst (Lodewijk XIV), waarna de proloog wordt afgesloten met een herhaling van de ouverture en de feitelijke opera – de dramatische handeling – begint.
Met de Franse ouverture schiep Lully een muzikale vorm die nog zeer lang en zeer vaak in Europa zou worden gebruikt, zowel in orkestwerken als in werken voor solo-instrument.
Het concept van de ouverture als instrumentale inleiding is nog lang door (opera)componisten gebruikt, zowel als inleiding op een opera, zoals in Wagners opera's of als muzikale inleiding voor een concert, zoals door Sjostakovitsj met zijn Festival-Ouverture.
Lully voegde in zijn opera's talloze dansen toe, die als afzonderlijke muziekstukken vaak grote populariteit hadden. In vereenvoudigde en bewerkte vorm werden ze, samen met bewerkingen van aria's, opgenomen in verzamelingen klavecimbelmuziek bestemd voor de (amateur)klavecinist, eenvoudig, zoals in het Klavierboek van Anna Maria van Eijl, als moeilijk, bijvoorbeeld de Pièces de Jean-Baptiste Lully, élaborées pour clavecin van Jean-Henry d'Anglebert (stukken van J.-B. Lully voor het klavecimbel bewerkt door d'Anglebert). Als onderdeel van suites werden de dansen voor de koning en in de paleizen van de adel uitgevoerd.
Lully stelde zelf nooit suites samen uit zijn opera's, maar de suites uit zijn opera's, voor uitvoering op het klavecimbel of de luit, werden wel het model van wat als Franse suite bekend werd.
Aangezien de suites uit Lully's opera's openden met de ouverture uit dezelfde opera, werd dit het stuk dat bepalend werd voor het karakter van een (Franse) suite.
De individuele delen van de suites hebben een strikte en precieze vorm, opgebouwd uit korte elementen en met een eenvoudige melodie, als 'geistvolle Bonmots', waaraan niets moet worden toegevoegd. Binnen die relatief eenvoudige vaste vorm van bijvoorbeeld menuet en gavotte wordt een grote variëteit aan versieringen toegevoegd aan individuele noten en combinaties ervan. Het gaat hierbij niet om improvisaties, maar om zorgvuldig in lijsten (table des agréments) vastgelegde en verklaarde trillers, mordenten, omgekeerde mordenten enzovoort. Ook op andere, vergelijkbare plaatsen, maar waar de componist dit niet had aangegeven, kon de uitvoerder versieringen uit de lijst naar eigen goede smaak toevoegen.

### De verspreiding van de suite en de ouverture
De aanhangers van de stijl van Lully zorgden voor een verspreiding van de vorm door Europa. Met name in Duitsland, waar de adellijke hoven de leefstijl van Versailles imiteerden, sloeg de nieuwe muzikale vorm sterk aan. Dit leidde aanvankelijk tot conflicten met de voornamelijk Italiaanse musici die in de 17e eeuw in Duitsland werkten. Geschoold in de Italiaanse stijl, waren zij als solist gewend in de virtuoze allegro's en melodieuze langzame delen van de sonates en concerten groots uit te pakken met geïmproviseerde versieringen. Dit stond haaks op de korte Franse dansen met hun strikte uitvoeringseisen en de korte, heldere streken van de vioolstok.
De twee muzikale werelden leefden naast elkaar. François Couperin zou later die twee werelden verenigen in zijn composities (zijn Goûts réunies); ook Georg Muffat bracht de twee benaderingen samen: als leerling van Lully (hij noemde zichzelf de 'eerste lullist in Duitsland' was hij volledig bekend met diens muziek, daarnaast had hij in Italië orgel gestudeerd en had hij er Arcangelo Corelli horen spelen.
Er ontwikkelde zich zo een gemengde stijl, waarbij zich ook nog de Duitse polyfonie van met name de orgelmuziek voegde.
Uit die Franse, Italiaanse en Duitse instrumentale muziek, met als vormen respectievelijk de suite, het concerto en de polyfone stijl, kwam de typische Duitse barokstijl voort. De componist voegde naar smaak en behoefte die elementen toe die hij van toepassing vond. Bachs ouvertures zijn in de typische Franse suitevorm geschreven, maar hij voegt stilistische elementen van de twee andere vormen, de Italiaanse en de Duits polyfonische, toe. Bach gebruikte de naam suite zelf nooit, maar gebruikte de naam van het inleidende deel – Ouverture – als titel voor het gehele werk. In dit artikel wordt in verband met Bach de naam ouverture gebruikt om het openingsdeel aan te duiden en de naam suite om het gehele werk aan te geven.

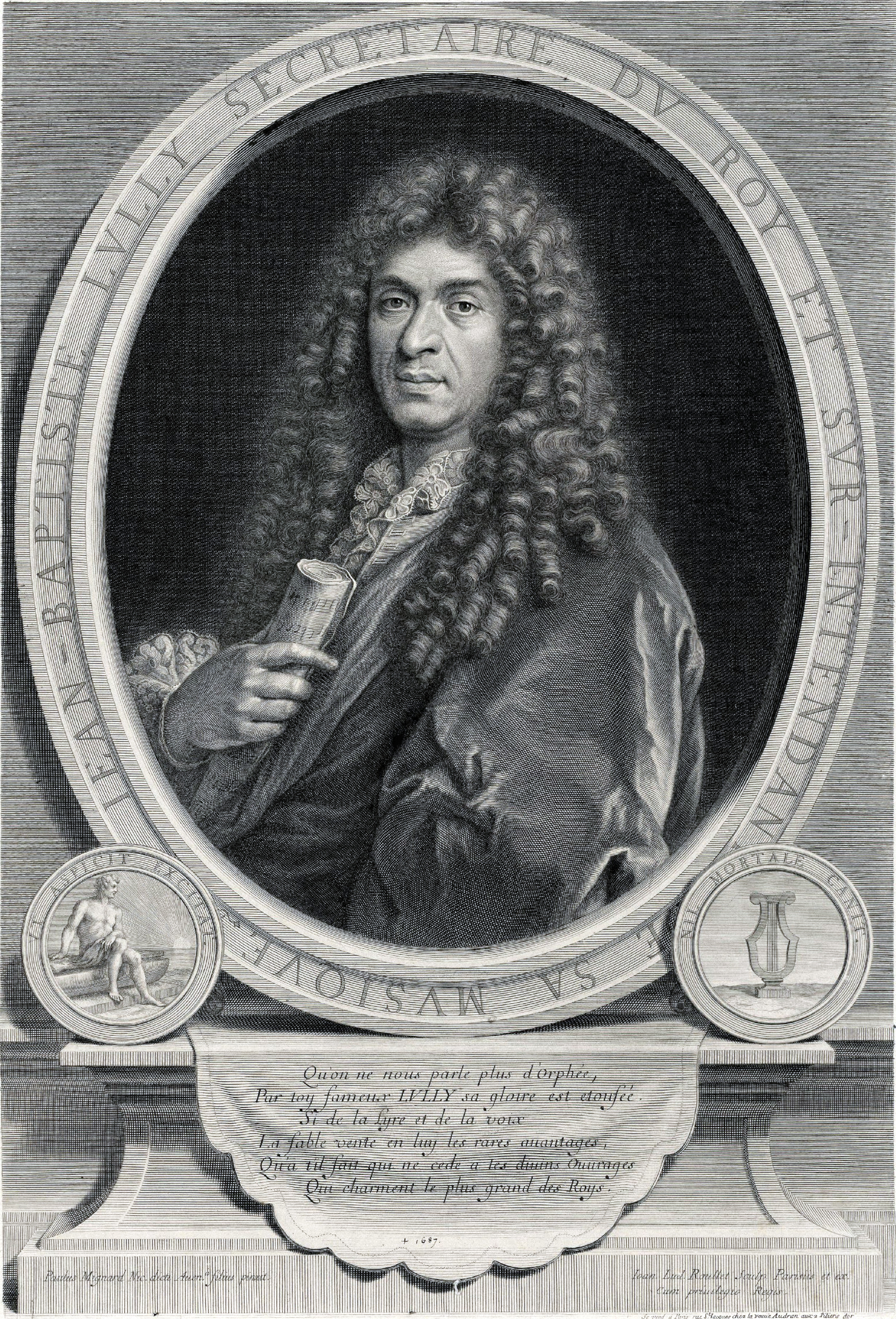
Lully
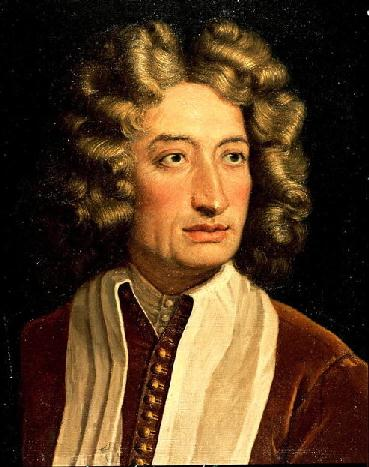
Corelli
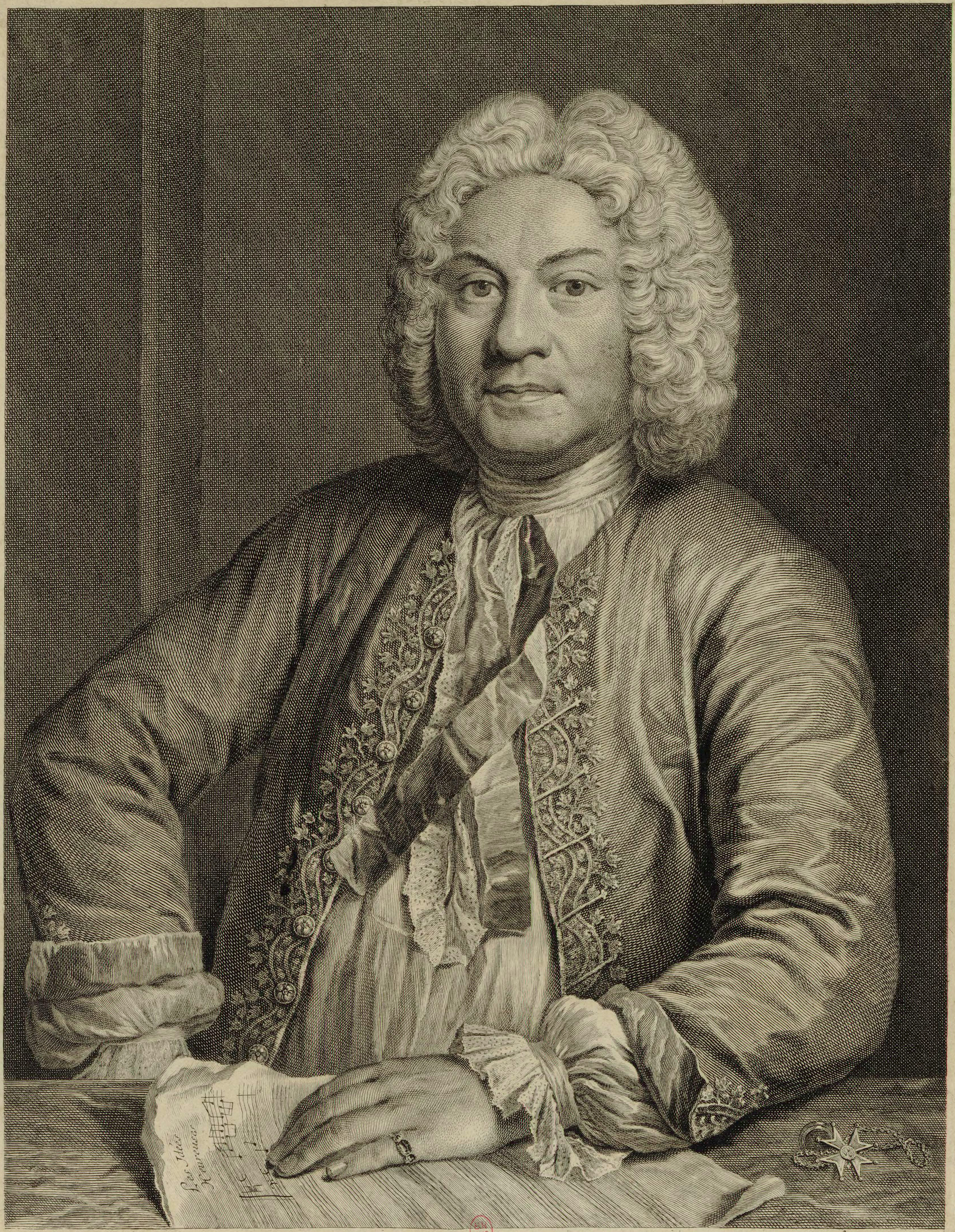
Couperin

## De suitedelen
De ouverture in Franse stijl begint in alle vier de suites met een langzaam, statig deel met een sterk gepunteerd ritme en met snelle notenpassages, met een contrapuntisch deel met fugatisch en ritornellogebruik en afgeronde passages voor solisten, en afgesloten met een herhaling van het openingsdeel. Het belang van Bachs suites is mede de combinatie, in met name de ouverture, van de populaire Italiaanse concerto stijl met de Franse suite. Bach blijft in de eerste suite – de oudste – het dichtst bij Lully's voorbeelden, met gebruik van twee hobo's en een fagot voor de solopartijen, terwijl de tweede suite meer een concerto is voor solofluit en er in de derde en vierde verschillende concertante groepen voorkomen, vooral in de ouvertures.
De vrije benadering van Bach in de orkestsuitevorm blijkt uit de volgorde en keuze van de dansen. De ouverture wordt gevolgd door een serie dansen (zie hierna), veelal Frans van oorsprong, maar niet in alle suites van dezelfde soort. De allemande, afzonderlijk en ook zodanig genoemd, komt in Bachs suites niet voor, de courante komt alleen in de eerste en de sarabande alleen in de tweede suite voor. De bourree is de enige dansvorm die in alle vier suites voorkomt; Bach heeft een voorkeur in zijn suites voor zogenaamde galanterieën, zoals de gavotte en de forlane, en voor lichtere delen die geen dansverwantschap hebben zoals de badinerie (tweede suite) en de rejouissance (vierde suite).

### De dansen
De dansvormen uit Bachs suites zijn alle traditionele vormen, maar waren in die tijd al omgezet tot concertdelen die alleen nog een losse band hadden met de oorspronkelijke dansvormen. De naam gaf eigenlijk alleen een karakterisering en een maat- en tempoaanduiding aan. Mattheson zei dat 'een allemande om te dansen en een om te spelen zo verschillend zijn als hemel en aarde'.
Allemande
Bach gebruikt de naam van deze dans in zijn suites niet, maar de langzame delen van zijn ouvertures zijn alle gestileerde allemandes. De allemande was in de 16e eeuw oorspronkelijk een snelle dans met een eenvoudige liedachtige melodie. In de 17e eeuw werd de allemande al nauwelijks meer gedanst en de dans – als muziekvorm – werd steeds langzamer. De allemande met zijn serieuze en wat plechtige karakter gold als het deel waaruit de volgende delen voortvloeien, en hij moest daarom ook serieus en plechtig worden gespeeld, zoals Johann Gottfried Walther in 1732 de allemande in zijn lexicon beschreef. Franse en Duitse allemandes uit deze tijd worden of sterk gepunteerd gespeeld of ze vloeien voort in lopende zestienden. Bach combineert beide mogelijkheden in de langzame delen van de ouvertures (in de eerste en vierde suite), terwijl de twee andere ouvertures vooral gepunteerd zijn.
Courante
De courant is een oude hofdans. Sinds het eind van de 17e eeuw werd hij slechts als instrumentaal deel gebruikt. Twee vormen hadden zich ontwikkeld: de Italiaanse courante (corrente) die in ¾ of 3/8 werd genoteerd, en de – veel langzamere – Franse courante die in 3/2 werd gespeeld. In Bachs suites komen beide vormen voor; de courante in de eerste suite is puur Frans.
Gavotte
De gavotte was oorspronkelijk een boerendans, die in de loop van de 16e eeuw werd 'gepromoveerd' tot de hofkringen. Pas in de 19e eeuw raakte de dans uit de mode. De gavotte bestond en bestaat in diverse vormen en in Basse-Bretagne wordt nog een vorm van de gavotte gedanst. Het karakter van de gavotte is van een beheerste opgewektheid. Alle gavottes in de suites van Bach zijn opgewekte stukken. De gavotte werd ook gebruikt als basis voor grotere muziekvormen zoals het rondeau; het rondeau in de 2e suite is een 'gavotte en rondeau'.
Bourree
De bourree is eveneens een boerendans, en komt in twee vormen voor: die uit Auvergne en die uit de Bourbonnais en Anjou. De dans lijkt op de gavotte en begint pittig met een opmaat van een kwart of een achtste noot.
Menuet

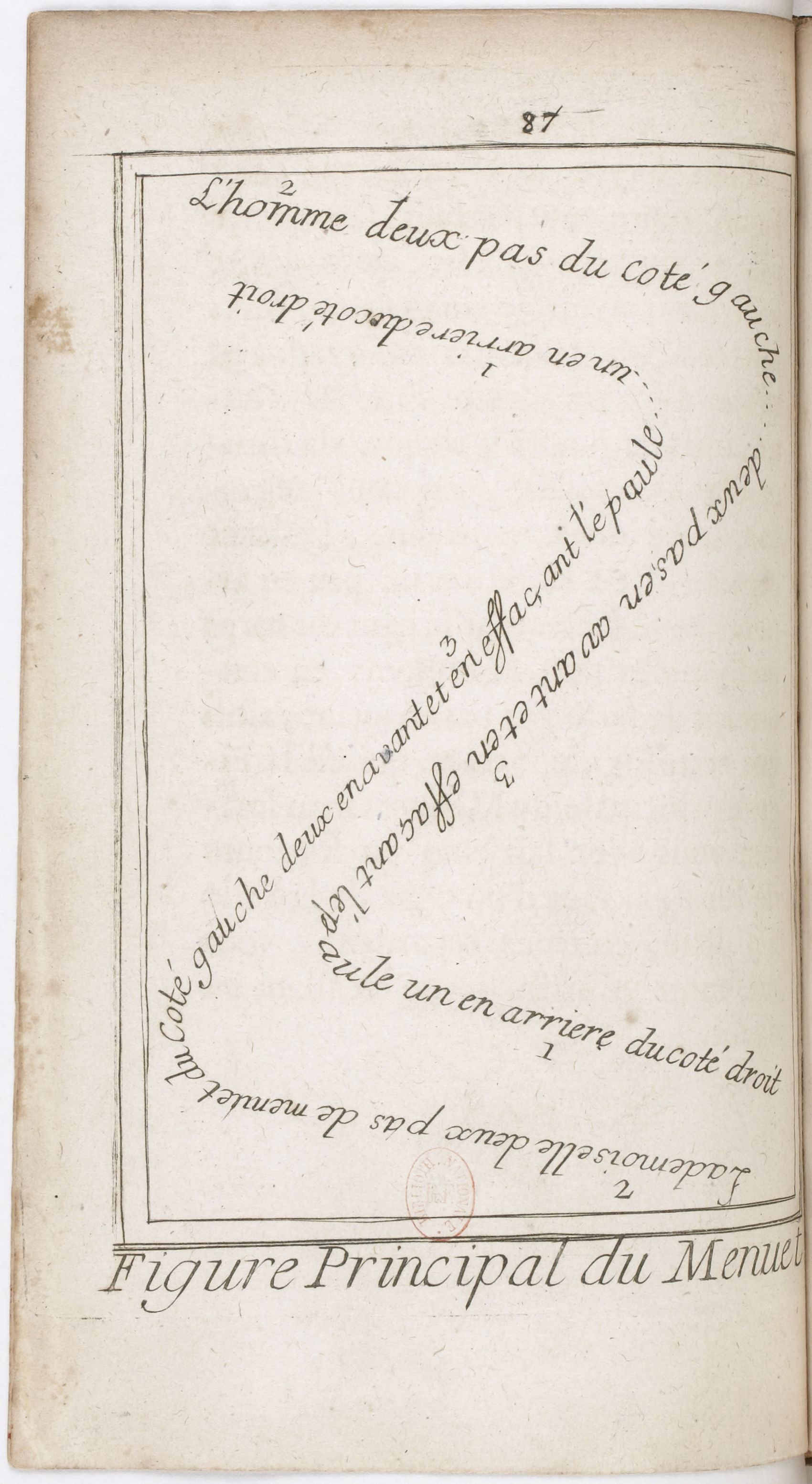
menuet

Dit is waarschijnlijk de bekendste Franse hofdans. Lully was de eerste die hem in een opera gebruikte en ten tijde van Lodewijk XIV werd hij regelmatig aan het hof gedanst. De dans komt oorspronkelijk uit Poitou in Zuidwest-Frankrijk. Aanvankelijk was de dans aan het hof ook snel en opgewekt (Brossard, 1700), maar werd hij werd meer ingehouden en langzaam in de loop der tijd en omschreven als 'gematigd en edel' (Encyclopedie 1750).
Passepied
De passepied is een snelle variant van het menuet. Vooral in Engeland was de dans ten tijde van Henry Purcell populair als 'paspé'. Passepieds zijn genoteerd in 3/8, maar de doorlopende combinatie met twee maten in ¾ (hemiolen) geeft de dans een sterk ritmisch, springerig karakter. De passepied in Bachs wijkt hiervan af, want die in de eerste suite is weliswaar sneller dan het menuet in dezelfde suite, maar niet kenmerkend springerig van karakter.
Forlana of forlane
De forlana is een wilde volksdans, en waarschijnlijk, via Venetië, afkomstig uit Servië en Kroatië. In de 18e eeuw was het de meest geliefde dans van het 'gewone' volk in Venetië, en de dans werd alleen in kunstmuziek gebruikt om de wilde vieringen van het carnaval daar te illustreren. Een forlana heeft een kenmerkend gepunteerd ritme en herhaling van korte muzikale segmenten.
Sarabande
Deze dans, met zijn mogelijke oorsprong in Mexico of Spanje, werd aanvankelijk begeleid door gezang dat een slechte naam had tegen het eind van de 16e eeuw: te opzwepend en te sterk erotisch. Eerst werd het uitvoeren ervan tijdens het bewind van Filips II verboden en later konden zangers zelfs rekenen op gevangenisstraf. In de eerste helft van de 17e eeuw werd de dans echter al uitgevoerd aan de Franse en Spaanse hoven. In Engeland bleef de dans snel, maar Lully verwerkte de sarabande tot een langzame, gedragen dans. In deze vorm werd de sarabande geïntroduceerd in Duitsland.
Polonaise
De oorsprong van de polonaise is, ondanks zijn naam, onduidelijk. 'Poolse' dansen werden sinds de 16e eeuw overal gedanst, maar aan het begin van de 18e eeuw kreeg het zijn karakter van een statig voortschrijdende dans, die vooral werd gespeeld bij de ontvangst bij een feestelijke gelegenheid. Een polonaise begint met een niet beklemtoonde eerste slag.
Gigue
Mogelijk dat de gigue afkomstig is uit Engeland (de 'jig'), maar op het vasteland werd hij zelden gedanst en alleen ontwikkeld tot een instrumentaal werk. Een gigue is een allegrostuk; de 17e-eeuwse klavecimbelvirtuosen (Jacques Champion de Chambonnières, Jean-Henry d'Anglebert, Louis Couperin e.a.) namen de gigue op in hun klavecimbelsuites. Lully ontwikkelde de eerste orkestrale gigues voor zijn operaballetten. De Italiaanse, op Corelli georiënteerde componisten ontwikkelden een courante (giga) die een doorlopende gang heeft van achtsten. Net als bij de courante ontwikkelden zich dus zo een Franse versie (springerig, gepunctueerd) en Italiaanse (virtuoos met doorlopende achtsten). Bij Bach vindt men voornamelijk een mengvorm van beide versies.

### Delen die geen dansen zijn
De suite maakte het mogelijk om ook vrije, programmatische delen uit de opera toe te voegen.
Badinerie en Rejouissance
Gekscherend, niet serieus, zou een vertaling kunnen zijn van badinerie; een rejouissance is een opgewekte afsluiting van een muziekstuk
Air
Ernstige liederen met begeleiding van een enkel instrument heetten in de 16e eeuw in Frankrijk en Engeland air. Hieruit ontwikkelde zich in Engeland een instrumentale muziekvorm, waarbij de bovenpartij een zoetgevooisde melodie speelde. In Bachs tijd was een air een verzamelterm voor allerlei soorten instrumentale stukken. Telemann noemde al zijn dansen in bepaalde suites air, in de betekenis van deel. Maar over het algemeen waren het langzame stukken met een kenmerkende liedachtige bovenpartij die air werden genoemd.

## De vier ouvertures voor orkest

### Ouverture nr. 1 in C, BWV 1066
- oorspronkelijke titel: C Dur Ouverture à 2 Hautbois 2 Violini Viola Fagotto con Cembalo di Johan Sebatian Bach
- bezetting: hobo I, II; fagot; viool I, II, altviool; continuo (cello, violone en klavecimbel)
- delen: Ouverture – Courante – Gavotte I alternativement / Gavotte II – Forlane – Menuet I ; alternativement / Menuet II – Bourrée I alternativement / Bourrée – Passepied I/II

Bachs eerste suite is in opzet het meest traditioneel: delen, bezetting (twee hobo's, fagot, strijkers en continuo), met een courante en een groep van vier dansen die "alternativement" worden gespeeld. Dat laatste wil zeggen dat de eerste dans herhaald moet worden na de minder weelderige tweede dans; dit gebruik gaat terug naar Lully maar was rond 1715 in Frankrijk al uit de mode(.

### Ouverture nr. 2 in b, BWV 1067
- oorspronkelijke titel: H moll Ouverture a 1 Flauto 2 Violini Viola e Basso di J.S.Bach
- bezetting: traverso; viool I, II, altviool; continuo (cello, violone en klavecimbel)
- delen: Ouverture / Lentement – Rondeau – Sarabande – Bourrée I alternativement / Bourrée II – Polonaise / Double – Menuet – Badinerie

Het gebruik van een solo traverso maakte deze suite meer in lijn met de geldende mode, eveneens uit Frankrijk overgewaaid. De traverso was zeer in trek en talloos zijn de werken die er in die tijd voor geschreven zijn, zowel concerten en kamermuziek, zoals in werken van Michel Blavet en Joseph Bodin de Boismortier).
De traversopartij was waarschijnlijk geschreven voor de fluitist en componist Pierre-Gabriel Buffardin, die in Dresden werkzaam was. De fluit verdubbelt in de Ouverture de partij van de viool of heeft een solistische rol. In de langzame statige Sarabande komt een canon voor tussen fluit met de eerste violen en de bas. Voor de Bourrée II schreef Bach een solopartij voor de traverso, met een lichte gesyncopeerde begeleiding. In de Polonaise speelt de fluit de melodie in de octaaf en heeft zij een versierende partij in de Double boven het door de continuo gespeelde dansthema. Het Menuet, waarin de fluit de violen volgt, wordt gevolgd door de bekende Badinerie, waarin de fluit een briljante partij is toebedeeld.

### Ouverture nr. 3 in D, BWV 1068
- oorspronkelijke titel: D# Ouverture a 10 Stromenti, Hautbois primo secondo, Violino primo secundo, Trombe primo secundo terzo, Tympana, Alto Viola col Basso del Sign: J.S. Bach
- bezetting: baroktrompet (clarintrompet) I, II, III; barokpauken; hobo I, II; fagot; viool I, II, altviool; continuo (cello, violone en klavecimbel)
- delen: Ouverture – Air – Gavotte I / Gavotte II – Bourrée – Gigue

De hobo's hebben in deze suite nauwelijks een solopartij, maar verdubbelen de eerste of alle violen. Geopperd is dat de suite aanvankelijk alleen voor strijkers geschreven zou zijn(.
Na de Ouverture volgt de populaire Air, een tweedelig stuk voor strijkers en continuo. Deze Air wordt ook vaak los gespeeld.

### Ouverture nr. 4 in D, BWV 1069

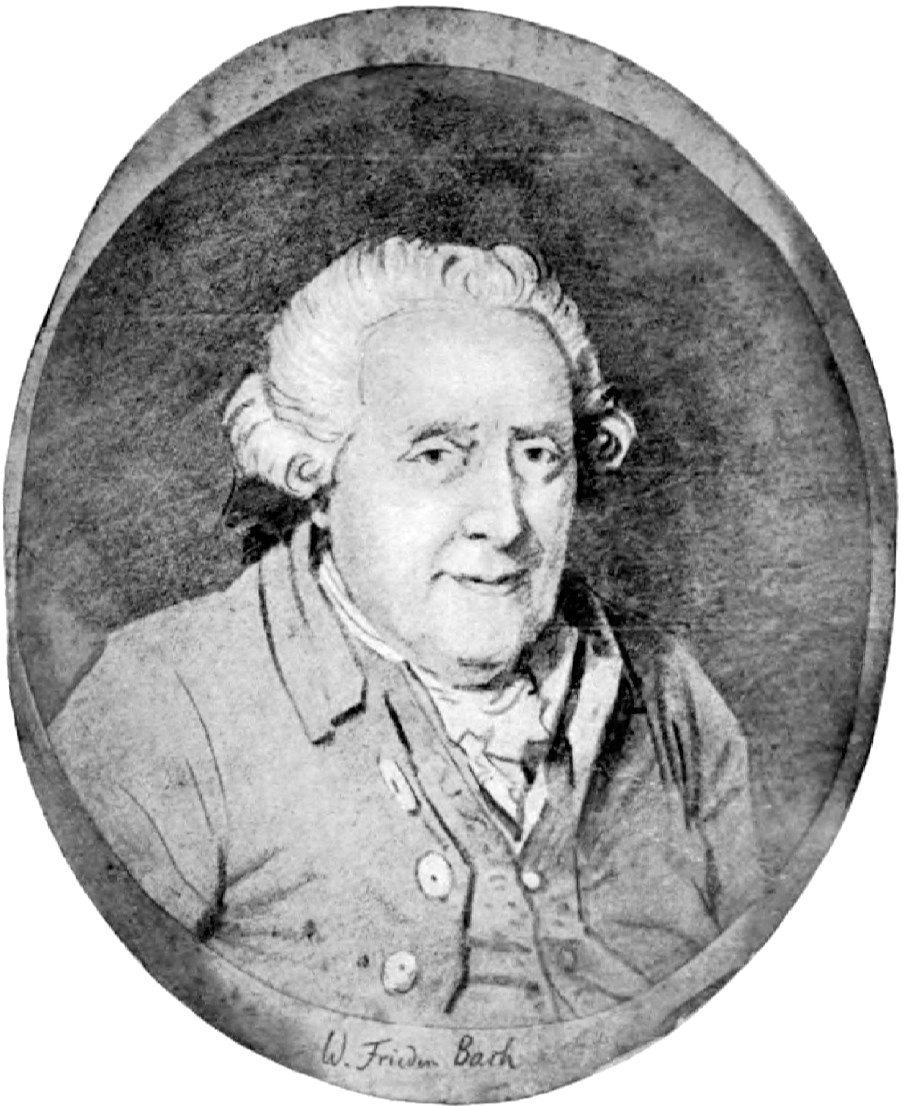
Wilhelm Friedemann Bach

- oorspronkelijke titel: Ouvertura in D# a 12 Stromenti compose di Giov: Sebastian Bach
- bezetting: baroktrompet (clarintrompet) I, II, III; barokpauk; hobo I, II, III; fagot; viool I, II; altviool; continuo (cello, violone en klavecimbel)
- delen: Ouverture – Bourrée I / Bourrée II – Gavotte – Menuet I alternativement / Menuet II – Réjouissance

### Ouverture in g, BWV 1070
- bezetting: traverso; viool I, II; altviool; continuo (cello, violone, klavecimbel)
- delen: I. Ouverture – Larghetto – II. Torneo – III. Aria. Adagio – IV. Menuetto alternativo – Trio – V. Capriccio

Deze suite is overgeleverd in een kopie uit 1735 van Bachs leerling Christian Friedrich Penzel. Met enige reserve over het auteurschap van Bach schreef men deze suite toe aan Bach en werd hij als opgenomen in de Bach-Werkeverzeichnis. Bij het samenstellen van de Neue Bach-Ausgabe is geopperd dat de suite, op inhoudelijke en stilistische gronden, niet van Bach zou zijn, maar van diens oudste zoon Wilhelm Friedemann

## Ontvangst
Over de ontvangst door het publiek van de orkestsuites van Bach is niets bekend; het is zelfs niet precies bekend voor welke gelegenheden de werken geschreven zijn en waar ze zijn uitgevoerd.

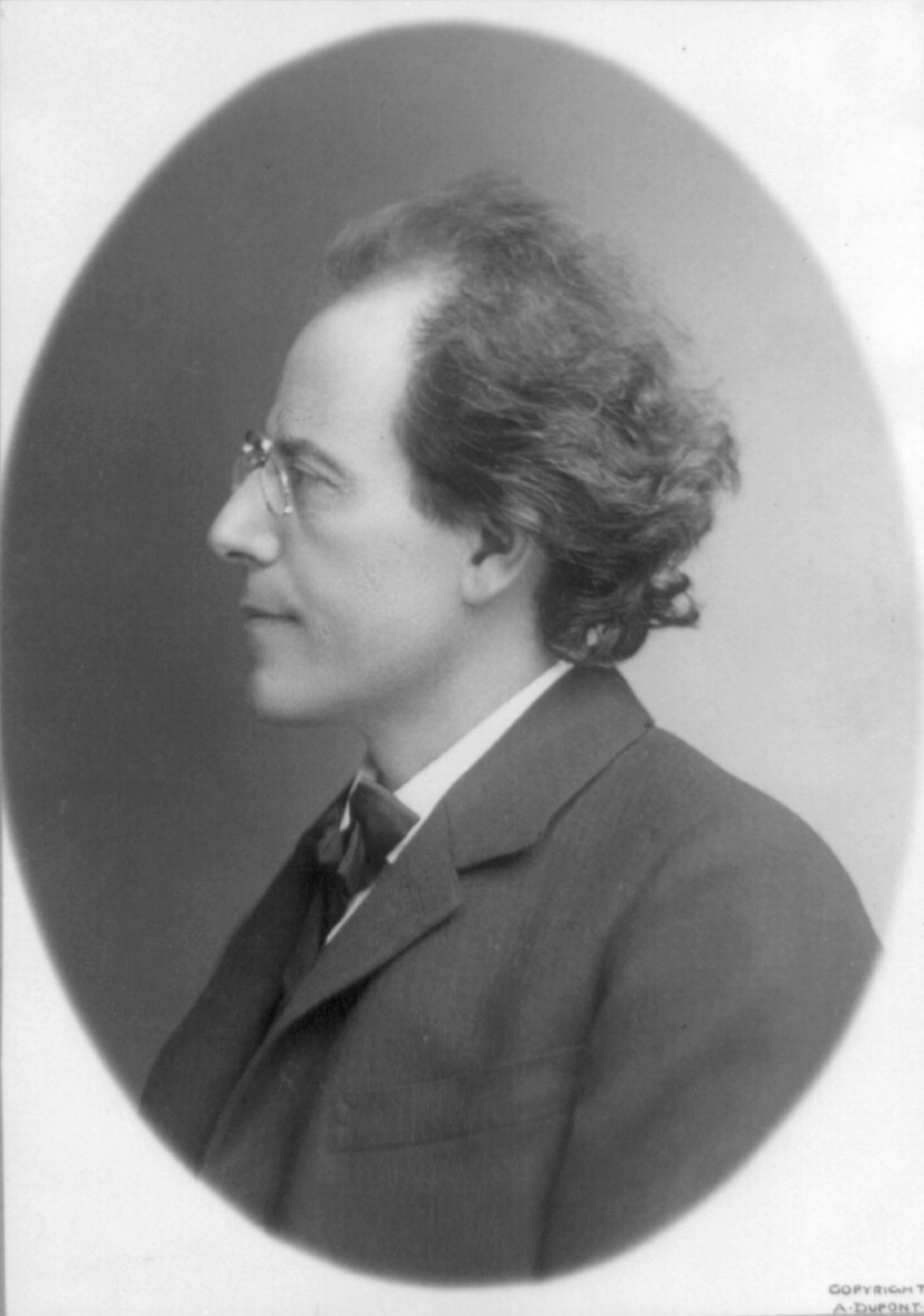
Gustav Mahler

In onze tijd zijn de orkestsuites mogelijk, na of met de Brandenburgse Concerten en de vioolconcerten, Bachs meest gespeelde instrumentale werken. Net als bij de Brandenburgse Concerten voeren veel instrumentale ensembles en orkesten, waaronder vooral gespecialiseerde barokensembles, de suites uit. De keuze aan opnamen is enorm. Delen uit de suites werden gepopulariseerd (de Badinerie werd in de jaren zestig uitgevoerd door Ekseption), werden en worden gebruikt voor begrafenissen en crematies, plechtige momenten en beschouwelijke tv-documentaires (het Air uit de 3e suite) – weliswaar in een tempo dat men in de barok niet voor ogen had – of ingezet als ringtone voor mobiele telefoons (de Badinerie uit de 2e suite). De levendige, onmiddellijk herkenbare melodieën, het product van Bachs muzikale vakmanschap, gecombineerd met de altijd wat statige sfeer die eigen is aan barokke orkestsuites hebben aan de populariteit bijgedragen.
Zoals de meeste componisten had Gustav Mahler had grote bewondering voor Bach. "In Bach sind all Lebenskeime der Musik vereint, wie in Gott die Welt" (In Bach zijn alle levenskiemen verenigd, zoals in God de wereld) en "Das Wunder seiner Polyphonie ist unerhört, nicht nur für seine Zeit, sondern für alle Zeiten" (Het wonder van zijn polyfonie is ongelooflijk, niet alleen voor zijn tijd, maar voor alle tijden), zei hij. Ter gelegenheid van zijn nieuwe dirigentschap bij de New York Philharmonic stelde hij uit Bachs tweede en derde suite een Suite aus dem Orchesterwerken samen, die op 10 november 1909 in de Carnegie Hall in New York in première ging. Mahler dirigeerde van achter een door Steinway & Sons geleverd spinet. Uit de tweede suite nam hij de Ouverture, het Rondeau en de Badinerie, uit de derde suite het Air en de beide Gavottes.

## Geselecteerde discografie
- The Four Orchestral Suites, Marlboro Festival Orchestra o.l.v. Pablo Casals (CBS, 2LP's, M2P42468)
- de vier suites voor orkest, op: The Philips Recordings 1954-58, Concertgebouworkest o.l.v. Eduard van Beinum (Philips, 6 CD's, 475 6353)
- Orchestral Suites Nos.1-4, New Philharmonia Orchestra, o.l.v. Otto Klemperer (EMI, 3CD's, EMI CMS 7641502)
- 4 Ouvertüren, Münchener Bach-Orchester o.l.v. Karl Richter (Archiv, 2CD's, F38A 20056/7)
- Die Orchestersuiten, Camerata Academica Salzburg o.l.v. Sándor Végh (Orfeo, 2CD's, C 357 002 B)
- Orchestral Suites 1-4, Academy of St. Martin-in-the-Fields o.l.v. Neville Marriner (Decca 4303 782)
- Die vier Orchestersuiten, Stuttgarter Kammerorchester o.l.v. Karl Münchinger (Decca, 2CD's, 4257 302)
- Orchestral Suites, Adolf Busch Chamber Players o.l.v. Adolf Busch (EMI CHS, 3CD's, 7640472)
- Orkestsuites, Concentus musicus Wien o.l.v. Nikolaus Harnoncourt (Teldec, 2CDs, 4509921742)
- Orchester-Suiten Nr.1-4, English Chamber Orchestra o.l.v. Raymond Leppard (Philips, 4CD's, 4261 452)
- Orkestsuites, (+ BWV 1070), Musica Antiqua Köln o.l.v. Reinhard Goebel (Archiv, 2CDs, 415 671-2)
- Orkestsuites, Barthold Kuijken (traverso), La Petite Bande o.l.v. Sigiswald Kuijken (Deutsche Harmonia Mundi – Editio Classica, 2CDs, GD77008)
- Orkestsuites, Amsterdam Baroque Orchestra o.l.v. Ton Koopman (Erato, 2CDs, 0630-17868-2)
- Orkestsuites, Orchestra of the Age of Enlightenment o.l.v. Frans Brüggen (Philips, 2CDs, 442 151-2)
- Four ouvertures, Combattimento Consort Amsterdam o.l.v. Jan Willem de Vriend (Pony canyon, 2CD's, PCCL-00437)
- Orchestral suites, Academy of Ancient Music o.l.v. Richard Egarr (AAM Records, 2CD's, AAM-003)

Aanvullende discografie
- Wilhelm Friedemann Bach, Suite in g, (toegeschreven aan Bach en ingedeeld als BWV 1070), Tafelmusik o.l.v. Jeanne Lamon (+ Sinfonia's en Concerto van W.F.Bach)(Sony Vivarte, SK 62720)
- Heinrich Ignaz Franz Biber, Mensa sonora, Musica Antiqua Köln o.l.v. Reinhard Goebel (Archiv Production, 423 701-2)
- Guillaume Dumanoir, Suite du Ballet de Stockholm (+ werken van Michel Mazuel en Mignot de la Voye), Le Concert des Nations o.l.v. Jordi Savall (Auvidis Fontalis, ES 9908)
- François Francœur, Symphonies pour le Festin royal du Comte d'Artois, Le Simphonie du Marais o.l.v. Hugo Reyne (FNAC Music 592287)
- Gustav Mahler, Bach Suite (samen met Symfonie nr. 3), Koninklijk Concertgebouworkest o.l.v. Riccardo Chailly (Decca, 2CDs, 475 514-2)
- L'Orchestre de Louis XIII: Musique pour le Mariage du Roy Louis XIII (en andere ceremoniële werken voor Lodewijk XIII), Le Concert des Nations o.l.v. Jordi Savall (Aliavox, AV9824)